# Hexinlusaurus multidens
Lo hexinlusauro (Hexinlusaurus multidens) è un dinosauro erbivoro, forse appartenente agli ornitopodi. Visse nel Giurassico medio (Bajociano, circa 170 milioni di anni fa) e i suoi resti sono stati ritrovati in Cina.

## Descrizione
Lungo circa un metro e mezzo, questo dinosauro possedeva un corpo snello, zampe posteriori allungate e sottili, e zampe anteriori brevi. La coda era lunga e controbilanciava il peso del corpo. Il cranio, rispetto a quello di altri animali simili come Yandusaurus, era piuttosto caratteristico, perché dotato di una marcata concavità nella parte posteriore agli occhi.

## Classificazione
I fossili di questo dinosauro, rinvenuti nel 1983 nei famosi giacimenti di Dashanpu, furono descritti in un primo tempo come una nuova specie di Yandusaurus, un piccolo ornitischio già noto in precedenza. Negli anni successivi ai paleontologi apparve chiaro che queste due forme non erano così strettamente imparentate da essere incluse in un unico genere, ma fu solo nel 2005 che un nuovo studio lo riconobbe come genere a sé stante. I resti fossili comprendono due scheletri parziali con tanto di cranio.

## Stile di vita
Hexinlusaurus doveva essere un piccolo erbivoro poco specializzato, che utilizzava la velocità per difendersi dai predatori. Negli stessi luoghi vivevano altri dinosauri ben noti, come il sauropode Shunosaurus, il teropode Gasosaurus e lo stegosauro Huayangosaurus.